# Stephen Schwartz (patólogo)
Stephen M. Schwartz (1 de enero de 1942-17 de marzo de 2020) fue un patólogo estadounidense en la Universidad de Washington. Investigó la biología vascular, investigando la estructura de los vasos sanguíneos y las células musculares suaves.

## Biografía
Schwartz recibió una licenciatura en biología de la Universidad de Harvard en 1963 y un doctorado en medicina de la Universidad de Boston en 1967. Comenzó una estancia en la Universidad de Washington en 1967, también recibió su Ph.D. en patología de la institución en 1973. Fue el jefe asociado de Patología en el Centro Médico de la Marina de los Estados Unidos de 1973 a 1974.
En la Universidad de Washington, fue profesor asistente de patología de 1974 a 1979, profesor asociado de 1979 a 1984, y luego profesor titular desde 1984 hasta su muerte. Fue profesor adjunto en los departamentos de medicina y bioingeniería. Ayudó a fundar la Organización de Biología Vascular de América del Norte y a crear el Premio Earl P. Benditt, que recibió en 2001.
Falleció los 78 años el 17 de marzo de 2020 a consecuencia del COVID-19.